# Equifax
艾可飞（Equifax）是美国一家消费者信用报告机构，与Experian和TransUnion被认为是美国三大信贷机构。
Equifax创立于1899年，是美国三大信贷机构中最年长的机构，它收集并保存了全球超过8亿消费者和超过8800万家企业的信息。艾可飞是一家全球性服务提供机构，总部位于亚特兰大，年营业额达27亿美元，在14个国家拥有9,000多名员工。艾可飞在纽约证券交易所（NYSE）的上市代码为EFX。

## 公司历史
- 2010年10月，Equifax 收购 身份验证软件公司Anakam；[3]
- 2011年10月，艾贵发公司收购商业智能（BI）公司eThority；[3]
- 2020 年 7 月，Equifax 报告称，在购买 Ansonia Credit Data (Ansonia) 之后，公司扩大了其在商业支付技术解决方案中的地位。 Ansonia Credit Data (Ansonia) 是金融公司以及航运和物流行业的其他借款人和企业使用的消费者信贷、付款和发票应收账款 (AR) 数据的主要来源。[3]

## 黑客攻击事件
2017年9月，艾可飞宣布在2017年7月29日遭受了一次网络安全攻击，黑客访问了约1.43亿美国艾可飞消费者的个人数据。艾可飞还宣布在攻击中，有至少20万名客户的信用卡信息被窃取。
2020年2月10日，美国司法部长William Barr宣布，美国已起诉四名中国人民解放军黑客在2017年入侵信用报告机构Equifax，窃取近1.5亿美国公民个人信息，并将其称为美国史上最大的数据窃取案。司法部称，近1.47亿人在Equifax的个人信息在被窃取，其中包括社保号码、生日和驾照信息等。黑客利用绕行近20国的约34台服务器来隐匿行踪。